# Bostrychoplites megaceros
Bostrychoplites megaceros är en skalbaggsart som beskrevs av Pierre Lesne 1899. Bostrychoplites megaceros ingår i släktet Bostrychoplites och familjen kapuschongbaggar. Inga underarter finns listade i Catalogue of Life.